# Constante van Dirac
De constante van Dirac, ook wel genoemd de gereduceerde constante van Planck, is een aangepaste versie van de constante van Planck, ℎ. Hij wordt geschreven als ℏ. De constante, die wordt uitgesproken als 'h-streep' (Engels: 'h-bar'), is genoemd naar Paul Dirac en wordt gebruikt om de planckeenheden te definiëren.
{\displaystyle \hbar ={\frac {h}{2\pi }}}
De waarde van de constante van Dirac is:
{\displaystyle \hbar =1{,}054\ 571\ 817...\cdot 10^{-34}{\text{ J s}}=6{,}582\ 119\ 569...\cdot 10^{-16}{\text{ eV s}}}
ℏ is een kwantum van impulsmoment, waaronder spin. Het hoekmomentum van gelijk welk systeem is altijd een geheel veelvoud van deze waarde. ℏ komt ook voor in het onzekerheidsprincipe van Heisenberg. Dit wordt gebruikt om te beargumenteren dat ℏ een meer fundamentele eenheid is dan de constante van Planck ℎ.